# Louis Barbe Charles Sérurier
Louis Barbe Charles Sérurier (* 7. April 1775 in Marle; † 1860 in Paris) war 1811 bis 1815  französischer Generalkonsul von Napoleon Bonaparte bei Thomas Jefferson sowie von 1831 bis 1835 Gesandter in den USA.

## Leben
Graf Charles Louis Serrurier Bart war ein Cousin von Jean Sérurier. 
Louis Barbe Charles Sérurier wurde erster Sekretär der Gesandtschaft in Den Haag, Pair von Frankreich, außerordentlicher Gesandter und bevollmächtigter Botschafter in den Vereinigten Staaten und Brasilien sowie nach Belgien und Holland entsandt.
Louis Barbe Charles Sérurier wurde Grand Officier der Ehrenlegion, Chevalier vom Ordre de la Réunion und trug den Leopoldsorden (Belgien).
Er wurde in der 73e Division des Cimetière du Père-Lachaise beigesetzt. Ebenfalls in diesem Grab wurde seine Frau Louise Pageot der Noutières (1795–1876) beigesetzt, sowie Gräfin Maurice Serrurier, geboren als Amelia Lastelle Pellerin (1839–1897), welche beim Brand des Bazar de la Charité ums Leben kam.